# ヴェルヌ (小惑星)
ヴェルヌ (5231 Verne) は小惑星帯に位置する小惑星。パロマー山天文台でキャロライン・シューメーカーが発見した。
サイエンス・フィクションの開祖といわれるフランスの作家、ジュール・ヴェルヌから命名された。なお仮符号の末尾につくアルファベットもヴェルヌのイニシャルと同じ「JV」である。